# Zoio
Zoio é uma aldeia portuguesa sede da Freguesia de Zoio do Município de Bragança, freguesia com 24,39 km² de área e 141 habitantes (censo de 2021), tendo, por isso, uma densidade populacional de 5,8 hab./km².
A aldeia de Zoio dista 20 km da sede do município.
As localidades de Martim e Refóios fazem parte da freguesia.

## Demografia
A população registada nos censos foi:
| Ano  | 0-14 Anos | 15-24 Anos | 25-64 Anos | > 65 Anos |
| 2001 | 24        | 19         | 92         | 68        |
| 2011 | 35        | 18         | 69         | 67        |
| 2021 | 15        | 17         | 53         | 56        |